# Scontri di San Paolo
Gli scontri di San Paolo sono stati una serie continuata di disordini e attacchi violenti alle forze dell'ordine da parte di gruppi criminali organizzati avvenuti in Brasile a San Paolo tra il 12 e il 17 maggio 2006 che causarono 141 vittime.

## Eventi
Gli scontri iniziarono dopo che il Primeiro Comando da Capital (PCC), organizzazione criminale brasiliana, ordinò 293 attacchi a stazioni di polizia ed edifici pubblici durante i quali furono uccise 43 persone tra funzionari statali e poliziotti. Gli attacchi furono coordinati da del terrorista cileno Mauricio Hernández Norambuena, detto "Comandante Ramiro" e Marcos Williams Herbas Camacho, soprannominato Marcola, uno dei leader della banda.
La polizia militare di San Paolo era l'obiettivo principale degli attacchi. Durante le ricerche per arrestare i responsabili la polizia uccise decine di civili in un'ondata di attacchi di rappresaglia, scontri e violenze di strada causarono numerose vittime.
L'ondata di violenza portò la città di San Paolo a un coprifuoco generale; un terzo dei pullman della città rimase in stallo nel timore di attacchi da parte dei narcos che avrebbero potuto incendiare i mezzi oppure utilizzarli come barricata artigianale contro i militari. Alla fine degli scontri, il governatore dello stato, Cláudio Lembo, venne duramente criticato dalla stampa per la lenta risposta alle violenze, per l'assenza di comunicazione tra le forze di sicurezza, per la mancanza di informazioni, alla stampa e al pubblico in generale, e per la cattiva gestione della crisi.